# Cassandra Rios
Pour les articles homonymes, voir Rios.
Cassandra Rios, alias Odete Rios (São Paulo, 1932 - ibidem, 8 mars 2002) était une écrivaine brésilienne de romans de fiction, romans de mystères et surtout de littérature érotique lesbienne.
Ses parents étaient des exilés espagnols de la guerre civile.
Elle écrivit plus de 40 romans et fut la première femme brésilienne qui vendit plus d'un million de livres. Elle fut censurée pendant la dictature militaire.